# Коорла
Коорла (ест. Koorla) — село в Естонії, входить до складу волості Міссо, повіту Вирумаа.